# エズジャン・アリオスキ
エズジャン・アリオスキ（Ezgjan Alioski、1992年2月12日 - ）は、北マケドニア・プリレプ出身のサッカー選手。スュペル・リグ・フェネルバフチェSK所属。北マケドニア代表。ポジションはMF。

## クラブ経歴
BSCヤングボーイズでプロキャリアをスタート。Bチームでは主力として活躍したが、トップチームの出番はなくFCシャフハウゼンに放出された。
2015-16シーズン冬より加入したFCルガーノではチームの得点源として活躍。2016-17シーズンにはリーグ3位タイの16ゴールをマークした。
2017年7月13日、チャンピオンシップのリーズ・ユナイテッドFCに移籍。4シーズンプレーし、2019-20シーズンの2部リーグで優勝し、プレミアリーグ昇格に貢献。2020-21シーズン終了後に退団した。
2021年7月30日、アル・アハリ・サウジFCへの加入が発表された。
2022年8月2日、フェネルバフチェSKにレンタル移籍。

## 代表経歴
ユース年代からマケドニア共和国代表に名を連ね、2013年にA代表デビュー。2016年9月5日、2018 FIFAワールドカップ・ヨーロッパ予選のアルバニア戦で代表初ゴールを決めた。
2021年6月、北マケドニア代表の一員としてUEFA EURO 2020に参加。グループリーグ第2戦のウクライナ戦では試合には敗れたが、1ゴールを挙げた。

### 代表でのゴール
2021年6月17日現在
| No. | 開催日         | 開催地       | 対戦国             | スコア | 結果 | 試合概要                      |
| --- | -------------- | ------------ | ------------------ | ------ | ---- | ----------------------------- |
| 1   | 2016年9月5日   | シュコドラ   | アルバニア         | 1–1    | 1–2  | 2018 FIFAワールドカップ予選   |
| 2   | 2018年9月6日   | ジブラルタル | ジブラルタル       | 2–0    | 2–0  | UEFAネーションズリーグ2018-19 |
| 3   | 2018年9月9日   | スコピエ     | アルメニア         | 1–0    | 2–0  | UEFAネーションズリーグ2018-19 |
| 4   | 2018年10月13日 | スコピエ     | リヒテンシュタイン | 4–1    | 4–1  | UEFAネーションズリーグ2018-19 |
| 5   | 2019年3月21日  | スコピエ     | ラトビア           | 1–0    | 3–1  | UEFA EURO 2020予選            |
| 6   | 2020年9月5日   | スコピエ     | アルメニア         | 1–0    | 2–1  | UEFAネーションズリーグ2020-21 |
| 7   | 2020年10月14日 | スコピエ     | カザフスタン       | 1–1    | 1–1  | UEFAネーションズリーグ2020-21 |
| 8   | 2021年6月4日   | スコピエ     | ジョージア         | 1–0    | 4–0  | 親善試合                      |
| 9   | 2021年6月17日  | ブカレスト   | ウクライナ         | 1–2    | 1–2  | UEFA EURO 2020                |

## タイトル

### クラブ
リーズ・ユナイテッド
- EFLチャンピオンシップ: 2019–20[8]

### 個人
- EFLチャンピオンシップ月間ベストゴール: 2017年8月[9]